# Plamen Orešarski
Plamen Vasilev Orešarski (in bulgaro Пламен Василев Орешарски?; Bobov Dol, 21 febbraio 1960) è un politico bulgaro.
È stato ministro delle finanze dal 2005 al 2009 ed è stato Primo ministro della Bulgaria dal 29 maggio 2013 al 6 agosto 2014.